# Go (песня The Kid Laroi и Juice WRLD)
«Go» (стилизовано как «GO» или «GO!») — песня австралийского рэпера The Kid Laroi и американского рэпера Juice WRLD, выпущенная 12 июня 2020 года в качестве первого сингла с дебютного микстейпа Laroi F*ck Love. Песня была записана, когда исполнители, которые были близкими друзьями, встретились в Греции в 2019 году.

## Предыстория
До записи «Go» The Kid Laroi и Juice WRLD уже были знакомы друг с другом; Laroi считал Juice WRLD, который был его наставником, своим «старшим братом» и открывал шоу в финальном туре Juice в Сиднее и Мельбурне, Австралия, в 2019 году, и впоследствии был подписан менеджерами Juice, Grade A Productions. В ночь на 16-летие Laroi в августе 2019 года Laroi сыграл демо-версию Juice, а Juice зафристайлил куплет, который в конечном итоге стал куплетом песни. Песня просочилась в сеть незадолго до релиза и была описана как «первый вкус» предстоящего дебютного микстейпа Laroi Fuck Love, запланированного на июнь. 

В преддверии выпуска песни, The Kid Laroi опубликовал в социальных сетях свою фотографию с Juice, заявив:
«[...] Я должен учиться у настоящей легенды. Это даже не в моём характере, чтобы писать длинное дерьмо, как это, но чёрт возьми, наша песня вот-вот выйдет, и я просто хочу сказать, как сильно я хочу, чтобы ты был здесь со мной, чтобы наслаждаться этим дерьмом. мы все любим и скучаем здесь по тебе #LLJW»

## Музыка
«Go» был спродюсирован Tito Beats, Neek и Омером Феди и повествует об обоих рэперах, решающих свои проблемы в отношениях. Эдди Фу из Genius отметил в куплете Juice WRLD, что он «ссылается на свою наркоманию, прежде чем извиняется перед своей второй половинкой», в то время как Laroi «даёт аналогичные обещания верности на предварительном припеве».

## Отзывы
Джон Норрис из Billboard сказал, что голоса двух артистов сливаются «без особых усилий». Алекс Зидель из HotNewHipHop сказал, что в «Go» говорится о потенциале The Kid Laroi как звезды создания мелодий и о том, что он «так молод, что у него есть всё необходимые инструменты, чтобы однажды превратиться в одного из крупнейших артистов в мире».

## Позиции в чартах
В родной Австралии The Kid Laroi «Go» дебютировала под номером 23, став его самой высокой позицией в ARIA Singles Chart, датированного 22 июня 2020 года. В американском чарте Billboard Hot 100 она дебютировала под номером 52, став первой песней The Kid Laroi в Hot 100.

## Музыкальное видео
Премьера официального клипа режиссёра Стива Кэннона состоялась 11 июня 2020 года, за день до выхода песни. Laroi сказал, что вся концепция видео состояла в том, чтобы «запечатлеть и запомнить моменты, которые мы с Juice сделали вместе, когда создавали это в Греции». Визуальный образ начинается с извинений Juice за то, что он не пришёл на вечеринку по случаю 16-летия Laroi. Он обещает подарить своему другу 200 000 долларов в виде куплета.

### Реакция
Джон Норрис из Billboard описал этот визуальный образ как «меланхоличный и трогательный, но почему-то и беззаботный». Amnplify Australia назвали видео ностальгическим, отметив, что в нём представлены некоторые интимные моменты между двумя рэперами и «воплощена очаровательная динамика, которая привела к созданию песни. Видео – это, по сути, ода дружбе и близости, а также способ для The Kid Laroi почтить своего наставника».

## Чарты
| Чарт (2020)                           | Высшая позиция |
| ------------------------------------- | -------------- |
| Австралия (ARIA)                      | 23             |
| Канада (Billboard Canadian Hot 100)   | 40             |
| Ирландия (IRMA)                       | 55             |
| Новая Зеландия (RMNZ)                 | 32             |
| Португалия (AFP)                      | 95             |
| Великобритания (OCC UK Singles)       | 43             |
| США (Billboard Hot 100)               | 52             |
| США (Billboard Hot R&B/Hip-Hop Songs) | 22             |
| США (Billboard Rhythmic)              | 30             |
| США Rolling Stone Top 100             | 27             |

## Сертификации
| Регион | Сертификация | Продажи |
| --- | ------------ | ------- |
| Австралия (ARIA) | Золотой      | 35 000  |
| США (RIAA) | Золотой      | 500 000 |
| * Данные о продажах приведены только на основе сертификации. · ^ Данные о тиражах приведены только на основе сертификации. · Данные о продажах + прослушиваниях приведены только на основе сертификации. |              |         |